# 東希美
東 希美（あずま のぞみ）は、日本の元AV女優。クローネ所属。

## 略歴・人物
2020年10月、企画単体女優としてAVデビュー。所属事務所はクローネ。
趣味は、水泳、野球観戦。
2021年12月23日、自身のTwitterにて一身上の都合によりAV女優を引退したことを発表。

## 作品
(配):配信特化・先行型メーカ・レーベル作品

### アダルトビデオ
- 【初撮り】【淑女の色気】【無限絶頂】欲求不満のドM歯科医師、清楚な見た目からは想像できない派手なイキっぷり。数えきれないほどの絶頂を繰り返し.. ネットでAV応募→AV体験撮影 1348（9月21日、シロウトTV）(配)

- 勉強と仕事に打ち込み遊びを知らぬまま結婚7年目…現役歯科医師人妻 東希美 34歳 AVデビュー!!（10月9日、KANBi）

- 超超超美人!!セレブオーラ全開の歯科医師奥様!!→【類稀なる美貌&敏感乳首&優雅に弾む淫尻&ぐちょ濡れ潮吹きパイパンおま●こ】×【欲求不満で童貞喰い!!ファビュラスな顔騎とハイレベル淫口を施すセレブリッチなゆとり奥様は男優のデカ●ンも生生生挿入!!!】×【ハメて絶頂!乳首で絶頂!見られて絶頂!息する間もない無限生ハメに大大大絶頂を繰り返す!!!】最後は奥様の綺麗な膣奥のさらなる奥に生でドピューーーっと溢れるほどの大大大量射精!!!の巻き（12月21日、PRESTIGE PREMIUM）(配)

- ラグジュTV 1348 スレンダー美脚な歯科医師が緊張の面持ちで初登場!結婚7年目で夜の営みはご無沙汰…。他人の肉棒に目を輝かせながらじっくりと貪り、久しぶりのセックスの刺激に体をのけ反らせて連続絶頂する濃厚セックス!!（1月4日、ラグジュTV）(配)

- 素人美女ナンパ GET!! No.219 ハイエンド艶女@銀座4丁目編（1月7日、桃太郎映像出版）
- 旦那とはナマでしないのに俺とは生ハメしてくれる近所の清楚系美人妻とのNTRプチ同棲日記 のぞみ27さい Eカップ（1月8日、DANDY&COSMOS）

- 【シリーズ最多17発×中出しぶっかけ連発】顔も中身も超ドスケベな歯科女医が降臨!!「私、男根に囲まれてぶっかけられたいんです…」待った無しの連続インフィニティ8Pでヤッてヤられてお祭り騒ぎ!!愛液、ザーメンまみれで大大大絶頂!!!【妄想ちゃん。13人目つばきさん】（1月9日、Jackson）(配)

- 現役保育士ガチナンパ!母性溢れるご奉仕フェラやふんわりおっぱいでの授乳手コキ!電マで潮吹きまくり「保育士って実はエッチな子が多くて…」絶頂直後に生チン挿入で再び即イキ!連続2発中に出しても「大丈夫…//」ハグで慰めてくれるとか保育士最高かよっ!（1月15日、赤面女子）
- 媚薬チ○ポを即ハメされ仕事中にもかかわらず絶頂が止まらないタイトスカート美尻OL（1月21日、ナチュラルハイ）
- 某有名エステ店の美人スタッフがAV出演!快感お漏らし×連続絶頂×生中出しSEX!! さとみ（1月25日、あんず/妄想族）

- ひがしさん 受付嬢(25)（1月22日、素人ホイホイZ）(配)
- 【若妻完堕ち×大絶叫アクメ×中出しぶっかけ】「SEXは私から責めたい!」女性上位プレイしか認めない肉食妻を男の凄テクでイキ顔・ヨガリ顔連発でイキ狂わせる!チ○ポを丸呑みバキューム騎乗位で無許可中出し!そして形勢逆転!体位変えながらガン突き連発!「だめェッ!だめェッ!」大絶叫アクメ連発SEX!＜エロい娘限定ヤリマン数珠つなぎ!!～あなたよりエロい女性を紹介してください～76発目＞（1月21日、PRESTIGE PREMIUM）(配)
- 舞ワイフNo.1101 上本希美 29歳（2月11日、セレブクラブ舞ワイフ）(配)

- 私、実は夫の上司に犯され続けてます… 東希美（2月13日、溜池ゴロー）
- ガチナンパ! うぶエロ女子の生チ○ポ初イキ体験! 覚えたてのアクメに腰と痙攣が止まらない!17発射!136イキ!（2月15日、ピーターズ）
- 働く美人ナースのエロ尻にムラムラが我慢しきれず即ズボ!?突然の中出しSEXに発情したナースは自ら腰を振って何度もイキまくり!!（2月19日、DOC）

- 【しろうとハメ撮り】色気と性欲が溢れ出るファビュラスな人妻と不倫ハメ撮り!※のぞみ/35歳/人妻（2月24日、MOON FORCE）(配)

- ブライダルエステNTR-施術師の淫らな指先に堕ちたスレンダー妻- 東希美（2月25日、マドンナ）
- ママ友中出し数珠つなぎ ムラムラがヤバすぎるママがママ友を紹介したらやっぱり中出しOK（2月26日、DOC）
- 息子の嫁に惚れた義父 東希美（3月1日、プラネットプラス）
- ご近所おばさんのピタパン尻にデカチン即ハメ! 4 強引な挿入と寸止め焦らしピストンのイケメン口説きSEXに忘れていたメスの性欲を思い出した美人妻!「まだ出せるでしょ…?」肉厚デカ尻の激しい杭打ち騎乗位で精子を何度も搾り取る連続中出しSEX 合計18発!（3月7日、ディープス）
- 羞恥 新任女教師が学習教材にされる男子校の性教育 生徒の目の前で無遠慮な指が膣に挿入される!プライドは崩壊するが、子宮の奥から愛液があふれ出る5（3月11日、サディスティックヴィレッジ）
- 結婚式中、親族が側にいるのにワレメ大好きショタ坊のスカート潜入膣いじりで痙攣失禁させられるイクイク花嫁 東希美（3月13日、ムーディーズ）
- フライト帰りのCAはチ○ポが欲しくてたまらない!!現役キャビンアテンダントの自宅にガチ訪問。ビッチ化したCAに抜かれ続けてキ○タマ枯渇!!2（3月26日、DOC）
- 突如はじまる恋の瞬間。美しきレズビアン関係 ロシアンビューティ×ジャパニーズビューティ リリー・ハート×東希美 初レズビアン（4月7日、ビビアン）
- STRAWBERRY PUSSY AZUMA NOZOMI 東希美（4月13日、バルタン）
- 女子大生デリヘル呼んだらやって来たのは幼馴染み!「先っぽだけだから…」挿れた瞬間奥まで挿入!駅弁!中出し!種付けプレス!俺のち○この虜にしてやった!（4月25日、クリスタル映像）

### アダルトVR
- らぶほなう。東希美（3月26日、CASANOVA）
- 修学旅行中に僕だけをベロちゅう誘惑してくるバスガイドさん（2月26日、ナチュラルハイVR）

## 出演

### テレビ
- 魚拓と成瀬のツキとスッポンぽん #334,#3351（2021年1月31日・2月7日、パチ・スロ サイトセブンTV）[4][5][6]